# Чжуанлан
Чжуанла́н (кит. упр. 庄浪, пиньинь Zhuānglàng) — уезд городского округа Пинлян провинции Ганьсу (КНР). Уезд назван по реке Чжуанланхэ.

## История
При империи Хань эти земли входили в состав уездов Люэян (略阳县) и Аян (阿阳县). В 139 году уезд Люэян был переименован в Цзетин (街亭县), но в 214 году ему было возвращено название Люэян.
При империи Тан эти земли оказались в основном в составе уезда Лунчэн (陇城县). В IX веке эти земли в течение некоторого времени были захвачены тибетцами.
При империи Сун в этих местах находился уезд Лунгань (陇干县).
После монгольского завоевания в этих местах была создана провинция Чжуанлан (庄浪路). При империи Юань она была понижена в статусе, став областью Чжуанлан (庄浪州). При империи Мин в 1375 году область была понижена в статусе до уезда — так появился уезд Чжуанлан. При империи Цин в 1778 году уезд Чжуанлан был присоединён к уезду Лундэ.
В 1913 году уезд Чжуанлан был создан вновь.
В 1949 году был создан Подрайон Пинлян (平凉分区), и уезд вошёл в его состав. В 1950 году он был передан в состав Специального района Тяньшуй (天水专区). В 1956 году уезд Чжуанлан был возвращён в состав Специального района Пинлян (平凉专区). В декабре 1958 года уезд Чжуанлан был присоединён к уезду Цзиннин.
В декабре 1961 году уезд Чжуанлан был создан вновь. В октябре 1969 года Специальный район Пинлян был переименован в Округ Пинлян (平凉地区).
2 июня 2002 года постановлением Госсовета КНР округ Пинлян был преобразован в городской округ Пинлян.

## Административное деление
Уезд делится на 8 посёлков и 10 волостей.